# Mymarommatidae
Famille
Mymarommatidae est une famille d'hyménoptères

## Liste des genres
- †Archaeromma Yoshimoto, 1975
- †Palaeomymar Meunier, 1901
- Mymaromma Girault, 1920
- Mymaromella Girault, 1931
- Zealaromma Gibson, Read et Hubert, 2007

## Référence
- GAP Gibson, J. Read et JT Huber Diversity, Classification and Higher Relationships of Mymarommatoidea (Hymenoptera)  J. HYM. RES. Vol. 16(1), 2007, pp. 51–146